# Љиљана Смајловић
Љиљана Смајловић (рођена Угрица; Сарајево, 22. јануар 1956) српска је новинарка, колумнисткиња Недељника и бивша главна и одговорна уредница листа „Политика”.

## Детињство и школовање
Љиљана Угрица је рођена у Сарајеву. Мајка, Даница, родом из Бихаћа, медицинска сестра по занимању, која је након Другог светског рата, отишла у пензију као потпуковник Југословенске народне армије, а отац, Мирко, био је грађанско лице на раду у ЈНА. Има шест година старију полусестру Милу, с мајчине стране, којој је то био други брак.
У емисији „Откопчано”, рекла је како јој је као малој девојчици, било занимљивије праћење Кубанске ракетне кризе и односа великих сила, од играња са луткама.
Када је Љиљана имала девет година, пошто је у то време Југославија помагала земљама трећег света, њена мајка је послата као медицинска сестра у Алжир, па су се она и сестра преселиле са мајком. У Алжиру се школовала у француском интернату. По повратку у Сарајево, наставила је школовање, уписивањем Прве сарајевске гимназије. Године 1972. последње године гимназије, добила је стипендију, „American Field Service”, те годину дана живела у Сан Рафаелу, у Калифорнији, са једном америчком породицом.
У Сарајеву је дипломирала новинарство на Факултету политичких наука 1977. године.

## Новинарска каријера
Након завршеног факултета, од 1978. до 1992. године била је запослена у сарајевском „Ослобођењу”, на пословима скупштинског извештача, уредника политичке рубрике и дописника из Брисела.
Јануара 1993, по пресељењу у Београд, запослила се у листу „Време”, а 1997. је постала спољнополитички уредник магазина „Европљанин”, да би 1999. године прешла у НИН, где је радила до 2005, када је именована за главну и одговорну уредницу листа „Политика”, Са тог места је смењена у октобру 2008. године, а јула 2013. године, поново је именована за главну и одговорну уредницу овог дневног листа. Услед неслагања, са менаџментом листа и већинским власником-државом, али заправо са тадашњим премијером Александром Вучићем, подноси оставку у јулу 2016. године.
Лета 1999. године је радила као консултант „Њујорк тајмса” и „Вашингтон поста”. У октобру 1999. године прешла у недељник „НИН”, најпре као коментатор, а затим и уредница спољнополитичке рубрике (2001). У исто време од 1996. до 2005. је радила као консултант америчке невладине организације енгл. IREX ProMedia.
Маја 2009. је изабрана за председницу Удружења новинара Србије. На изборној скупштини Удружења новинара Србије, одржаној 11. маја 2013. године, поново је тајним гласањем, као једини кандидат, добила други мандат за председницу удружења. Године 2017. долази до смене на челу УНС-а, због правила, да једна особа не може да буде председник дуже од два мандата.
Објављивала је чланке у домаћим и страним листовима и часописима.
Објавила је две књиге есеја о Балкану у издању енгл. Konrad Adenauer Stiftunga.
Од 2015. до 2023. године је била чланица Европског центра за слободу штампе и медија (European centre for press and media freedom).
Од 2017. до 2021. године је била председница Суда части Удружења новинара Србије.
Године 2022. постала је сарадница РТ Балкан где води емисију “Релативизација са Љиљаном Смајловић”.

## Награде
- Награда „Капетан Миша Атанасијевић”, за допринос слободи медија и демократизацији друштва, 2013. године
- Награда Удружења новинара Србије „Димитрије Давидовић”, за 2007. годину.[6]